# Prix Ars Electronica
Prix Ars Electronica (do francês, latim e espanhol, traduzida livremente para "Prêmio de Artes Eletrônicas") é uma premiação anual no ramo da arte e tecnologia (arte interativa, eletrônica, música, animação e cultura digitais) atribuído desde 1987 pela Ars Electronica, em Linz (Áustria), um dos maiores centros mundiais para a arte e tecnologia.
Em 2005, a Golden Nica, seu maior prêmio, foi dividido em seis categorias: "Animação Computacional/Efeitos Visuais", "Músicas Digitais", "Arte Interativa", "Net Vision", "Comunidades Digitais" e o prêmio "u19" (menores de 19 anos), para "computação freestyle". Cada um deles vem com um prêmio no valor de €10.000, com exceção da última categoria, onde é de €5.000. Além disso, cada uma possui também um Prêmio de Distinção e Menções Honrosas.
A Golden Nica é uma réplica da escultura grega Vitória de Samotrácia. Medindo aproximadamente 35 centímetros de altura, com uma envergadura de aproximadamente 20 cm, com base em pedestal, é uma estatueta de madeira artesanal, banhada a ouro, fazendo assim cada troféu ser único. O símbolo para o Ars Electronica Center (disponível aqui) foi escolhido numa competição de design de 95, para sua inauguração. Ela representa a conectividade e o renascimento dos ícones anciãos, fazendo assim também uma referência atual ao se parecer com uma placa de circuito impresso.

## Ganhadores

### Animação Computacional / filme / vfx
Na categoria "Gráficos Computacionais" (1987-1994) foram abertos para diferentes tipos de imagens de computador. A partir de 98, a "Animação Computacional" (1987-1997) foi substituída pela atual "Animação Computacional/Efeitos Visuais".
O artista e músico nova-iorquino John Fekner recebeu prêmios honorários por Concrete People e The Last Days of Good and Evil, em 1987 e 1988.

#### Gráficos Computacionais
- 1987 "Figur10" por Brian Reffin Smith, UK
- 1988 "The Battle" por David Sherwin, US
- 1989 "Gramophone" por Tamás Waliczky, HU
- 1990 "P-411-A" por Manfred Mohr, Germany
- 1991 "Having encountered Eve for the second time, Adam begins to speak" por Bill Woodard, US
- 1992 "RD Texture Buttons" por Michael Kass and Andrew Witkin, US
- 1993 "Founders Series" por Michael Tolson, US
- 1994 "Jellylife / Jellycycle / Jelly Locomotion" por Michael Joaquin Grey, US

#### Animação Computacional
- 1987 "Luxo jr." por John Lasseter, US
- 1988 "Red's Dream" por John Lasseter, US
- 1989 "Broken Heart" por Joan Staveley, US
- 1990 "Footprint" por Mario Sasso and Nicola Sani, IT
- 1991 "Panspermia" por Karl Sims, US
- 1992 "Liquid Selves / Primordial Dance" por Karl Sims, US
- 1993 "Lakmé" por Pascal Roulin, BE
- 1994 "Jurassic Park" por Dennis Muren, Mark Dippé e Steve Williams, US/CA
  - "K.O. KID" por Marc Caro, FI
- 1995 "God's Little Monkey" por David Atherton e Bob Sabiston, US
- 1996 "Toy Story" por John Lasseter, Lee Unkrich e Ralph Eggleston, US
- 1997 "Dragonheart" por Scott Squires, Industrial Light & Magic (ILM), US

#### Animação Computacional/Efeitos Visuais

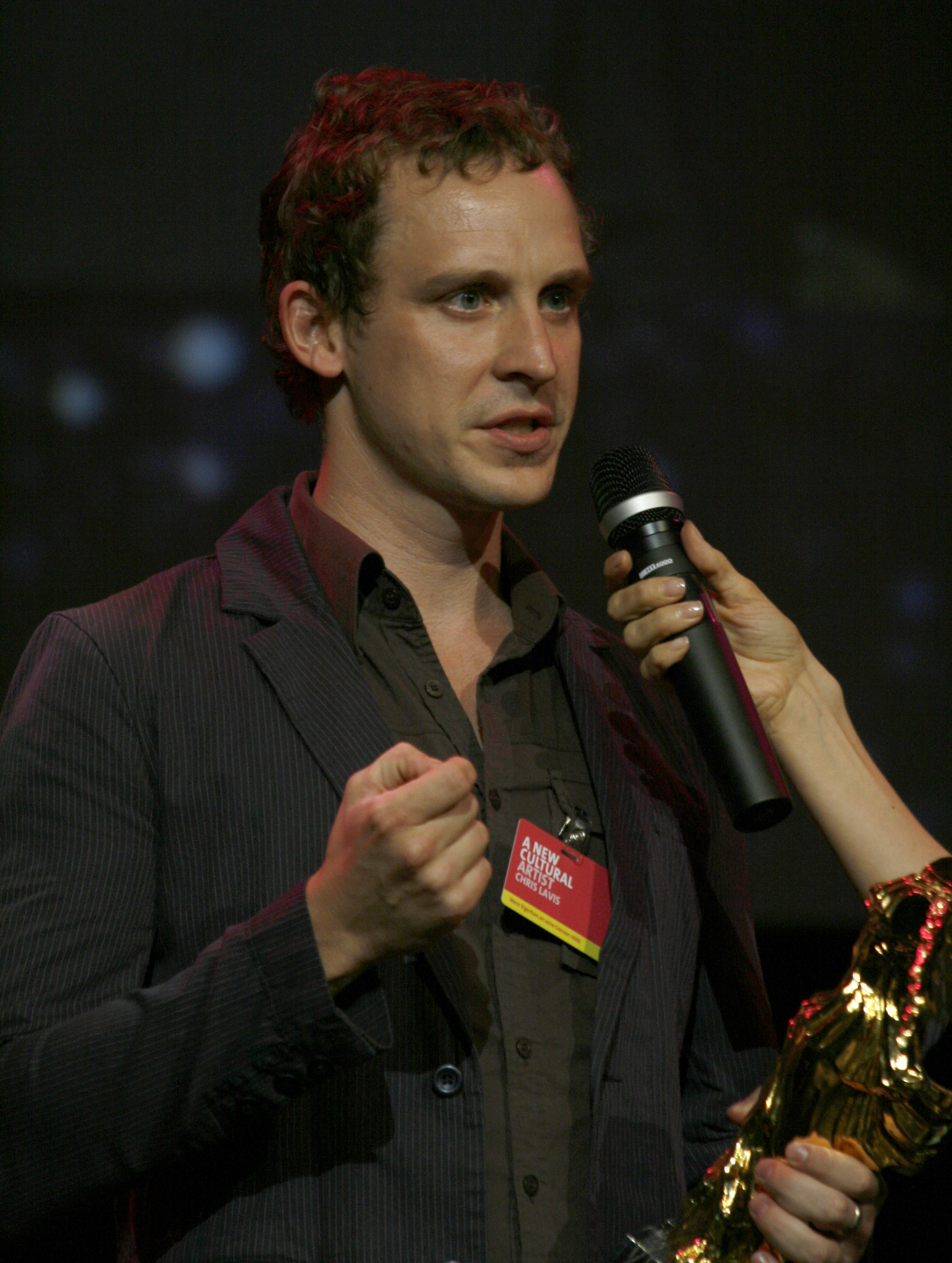
Cris Lavis com a Golden Nica por seu trabalho em "Madame Tutli-Putli" (2008)

- 1998 The Sitter por Liang-Yuan Wang, TW
  - Titanic por Robert Legato e Digital Domain, US
- 1999 Bunny por Chris Wedge, US
  - What Dreams May Come por Mass Illusions, POP, Digital Domain, Vincent Ward, Stephen Simon e Barnet Bain, US
- 2000 Maly Milos por Jakub Pistecky, CA
  - Maaz por Christian Volckman, FR
- 2001 Le Processus por Xavier de l’Hermuzičre e Philippe Grammaticopoulos, FR
- 2002 Monsters, Inc. por Andrew Stanton, Lee Unkrich, Pete Docter e David Silverman, US
- 2003 Tim Tom por Romain Segaud e Cristel Pougeoise, FR
- 2004 Ryan por Chris Landreth, US.
  - Distinção: Parenthèse de Francois Blondeau, Thibault Deloof, Jérémie Droulers, Christophe Stampe, França
  - Distinção: Birthday Boy de Sejong Park, Austrália
- 2005 Fallen Art por Tomek Paginski, Polônia.
  - Distinção: The Incredibles da Pixar
  - Distinção: City Paradise Gaëlle Denis (UK), Passion Pictures (França)
- 2006 458nm por Jan Bitzer, Ilija Brunck, Tom Weber, Filmakademie Baden-Württemberg, Alemanha.
  - Distinção: Kein platz Für Gerold por Daniel Nocke / Studio Film Bilder, Alemanha
  - Distinção: Negadon, the monster from Mars, por Jun Awazu, Japão
- 2007 "Codehunters" por Ben Hibon, UK
- 2008 Madame Tutli-Putli por Chris Lavis, Maciek Szczerbowski. (Diretores), Jason Walker (Efeitos Especiais), National Film Board of Canada
- 2009 HA'Aki por Iriz Pääbo , National Film Board of Canada

### Música Digital
Nesta categoria concorrem aqueles que trabalham com música eletrônica e arte de som digital. De 1987 à 1998 ela era conhecida como "Música Computacional". Duas Golden Nicas foram entregues em 1987, mas nenhuma em 1990 e 1991.
- 1987 - Peter Gabriel e Jean-Claude Risset
- 1988 - Denis Smalley
- 1989 - Kaija Saariaho
- 1990 - Nenhum
- 1991 - Categoria omitida
- 1992 - Alejandro Viñao
- 1993 - Bernard Parmegiani
- 1994 - Ludger Brümmer
- 1995 - Trevor Wishart
- 1996 - Robert Normandeau
- 1997 - Matt Heckert
- 1998 - Peter Bosch e Simone Simons (prêmio conjunto)
- 1999 - Aphex Twin (Richard D. James) e Chris Cunningham (prêmio conjunto)
- 2000 - Carsten Nicolai
- 2001 - Ryoji Ikeda
- 2002 - Yasunao Tone
- 2003 - Ami Yoshida, Sachiko M e Utah Kawasaki (prêmio conjunto)
- 2004 - Thomas Köner
- 2005 - Maryanne Amacher
- 2006 - Eliane Radigue
- 2007 - Mashiro Miwa
- 2008 - Reactable por Sergi Jordà (ES), Martin Kaltenbrunner (AT), Günter Geiger (AT) e Marcos Alonso (ES)

### Arte Híbrida
- 2007 - SymbioticA

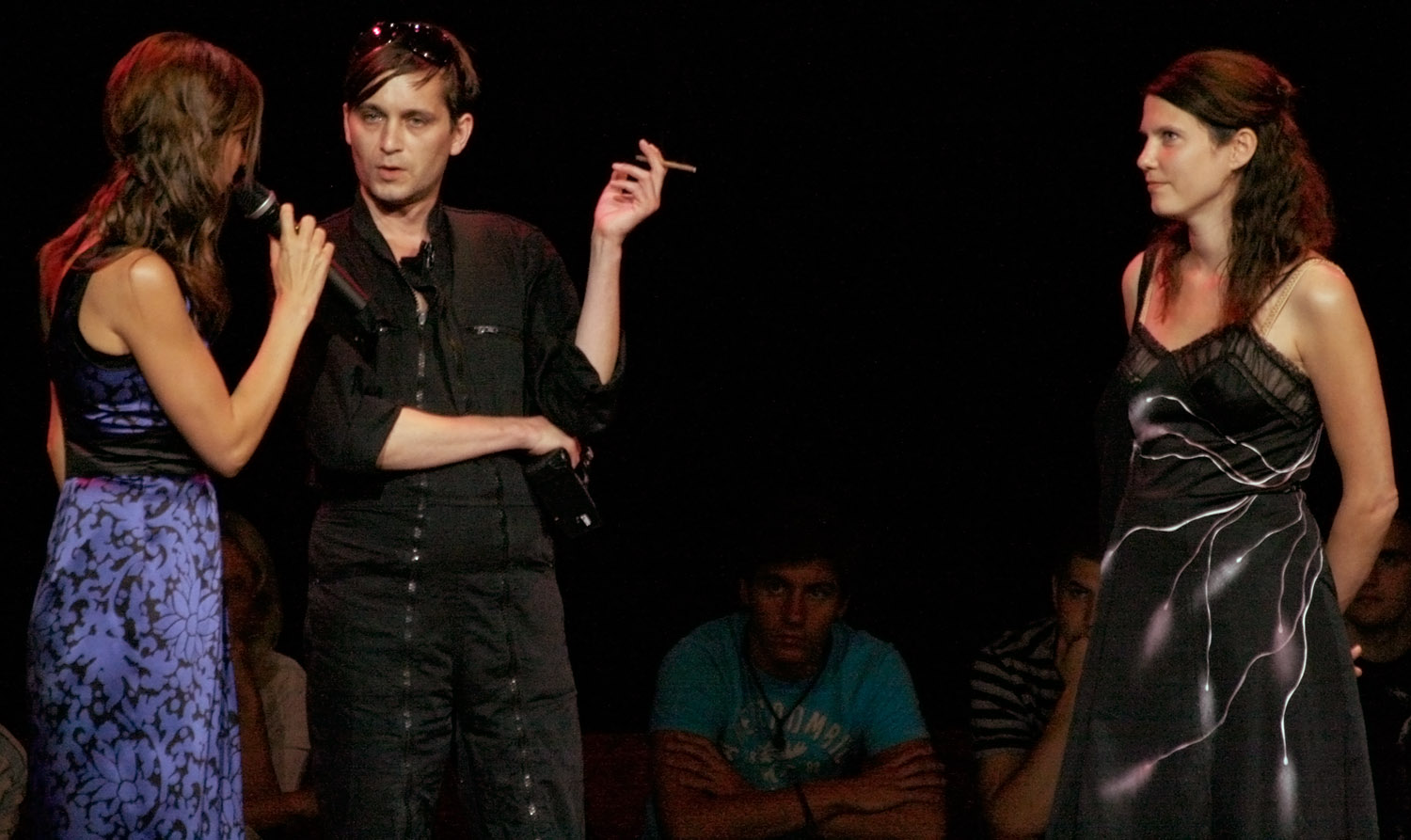
Helen Evans e Heiko Hansen na Prix Ars Electronica 2008

- 2008 - Pollstream - Nuage Vert por Helen Evans (FR/UK) e Heiko Hansen (FR/DE) HeHe

### a próxima ideia Arte voestalpine e Concessão de Tecnologia
- 2009 - "Open_Sailing" por Open_Sailing_Crew[3]

### Arte Interativa

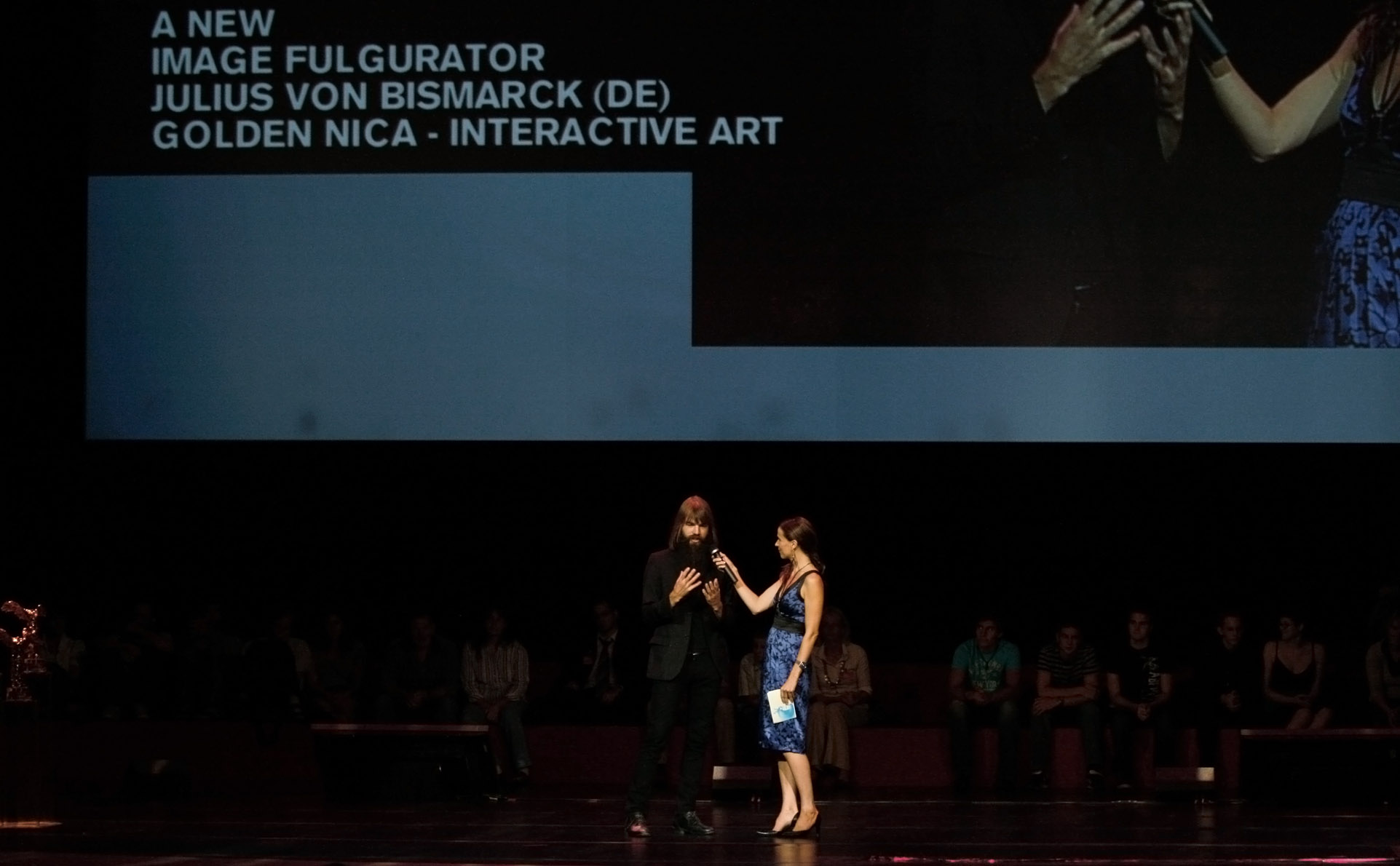
Julius von Bismarck na Prix Ars Electronica 2008

Os prêmios na categoria de arte interativa são atribuídos desde 1990. Nela aplica-se a muitas categorias de trabalhos, incluindo instalações e desempenhos, caracterizados por participação do público, realidade virtual, multimídia e telecomunicação.

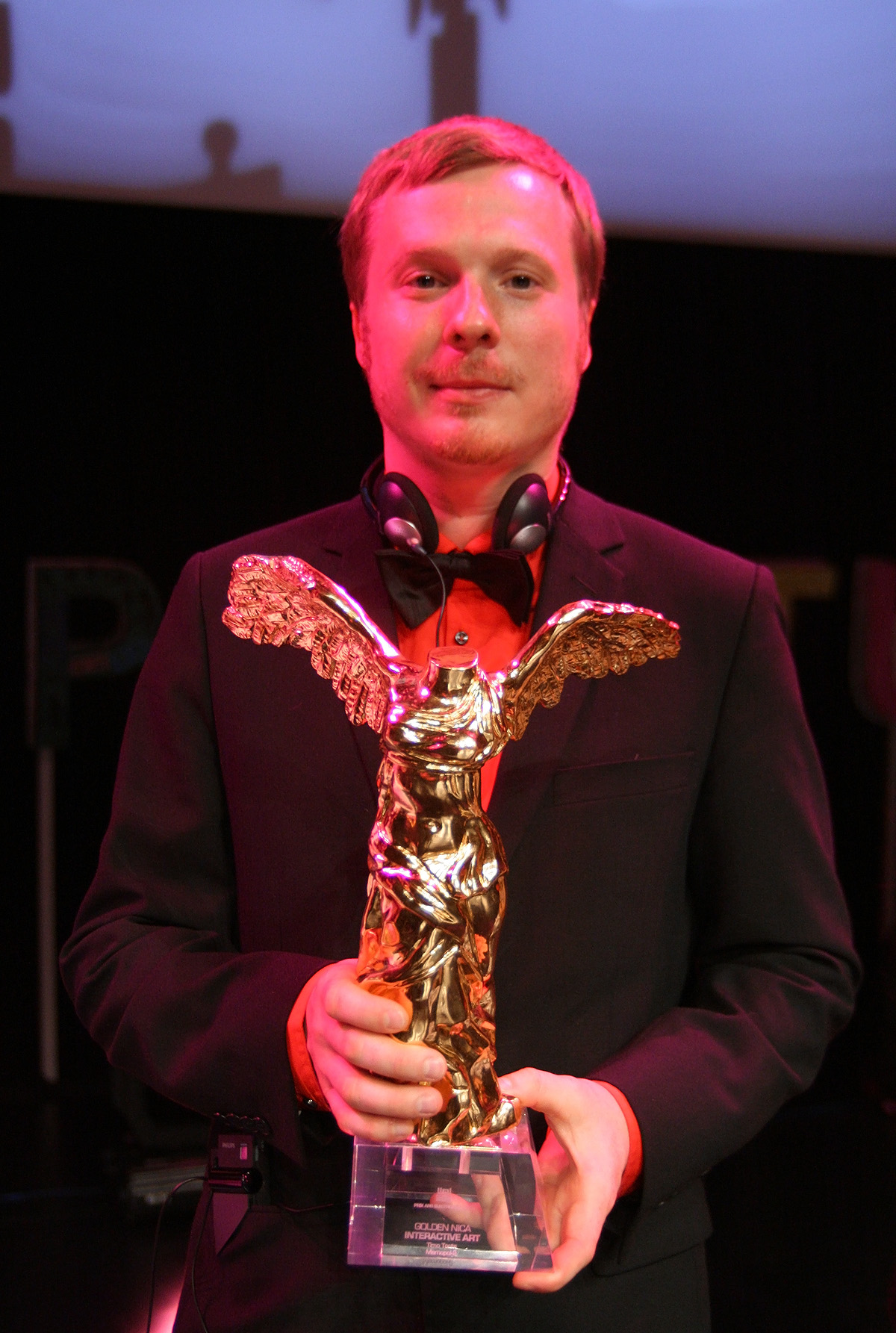
Timo Toots Prix Ars Electronica Golden Nica 2012

- 1990 - "Videoplace", instalação por Myron Krueger
- 1991 - "Think About the People Now", projetado por Paul Sermon
- 1992 - "Home of the Brain", instalação por Monika Fleischmann e Wolfgang Strauss
- 1993 - "Simulationsraum-Mosaik mobiler Datenklänge (smdk)", instalação por Knowbotic Research
- 1994 - "A-Volve", ambientalizado por Christa Sommerer e Laurent Mignonneau
- 1995 - Conceito de hipertexto, atribuído a Tim Berners-Lee
- 1996 - "Global Interior Project", instalação por Masaki Fujihata
- 1997 - "Music Plays Images X Images Play Music", concerto por Ryuichi Sakamoto e Toshio Iwai
- 1998 - "World Skin", instalação por Jean-Baptiste Barrière e Maurice Benayoun
- 1999 - "Difference Engine #3" por construct e Lynn Hershman
- 2000 - "Vectorial Elevation, Relational Architecture #4", instalação por Rafael Lozano-Hemmer
- 2001 - "polar", instalação por Carsten Nicolai e Marko Peljhan
- 2002 - "n-cha(n)t", instalação por David Rokeby
- 2003 - "Can You See Me Now?" jogo participativo por Blast Theory e Mixed Reality Lab
- 2004 - "Listening Post", instalação por Ben Rubin e Mark Hansen
- 2005 - "MILKproject", instalação e projeto por Esther Polak, Ieva Auzina e RIXC - Riga Center for New Media Culture
- 2006 - "The Messenger", installation by Paul DeMarinis
- 2007 - "Park View Hotel" instalação por Ashok Sukumaran
- 2008 - Image Fulgurator por Julius von Bismarck (DE)
- 2009 - Nemo Observatorium por Laurence Malstaf (Belgium)
- 2010 - The Eyewriter por Zachary Lieberman, Evan Roth, James Powderly, Theo Watson, Chris Sugrue, Tempt1
- 2011 - Newstweek por Julian Oliver (NZ) & Danja Vasiliev (RU)
- 2012 - "Memopol-2" por Timo Toots (EE)
- 2013 - Pendulum Choir por Michel Décosterd (CH), André Décosterd (CH)

### Categorias relacionadas a Internet
Na categoria "World Wide Web" (1995-96) e ".net" (1997-2000), vários projetos baseados na rede foram nomeados, baseados em critérios como especialidades, orientação-comunidade, identidade e interatividade. Em 2001, veio a ter um novo nome "Net Vision / Net Excellence", com retribuições pela inovação no meio online.

#### World Wide Web
- 1995 - "Idea Futures" por Robin Hanson
- 1996 - "Digital Hijack" por etoy
  - Prêmios secundários: HyGrid por SITO e Journey as an exile

#### .net
- 1997 - "Sensorium" por Taos Project
- 1998 - "IO_Dencies Questioning Urbanity" por Knowbotic Research
- 1999 - Linux por Linus Torvalds
- 2000 - In the Beginning...was the Command Line, (excertos) por Neal Stephenson

#### Net Vision / Net Excellence
- 2001 - "Banja" por Team cHmAn, e "PrayStation" por Joshua Davis
- 2002 - "Carnivore" por Radical Software Group, e "They Rule" por Josh On e Futurefarmers
- 2003 - Habbo Hotel e "Noderunner" por Yury Gitman e Carlos J. Gomez de Llarena
- 2004 - Creative Commons
- 2005 - "Processing" por Benjamin Fry, Casey Reas e a Comunidade Processing
- 2006 - "The Road Movie" por exonemo

### Comunidades Digitais

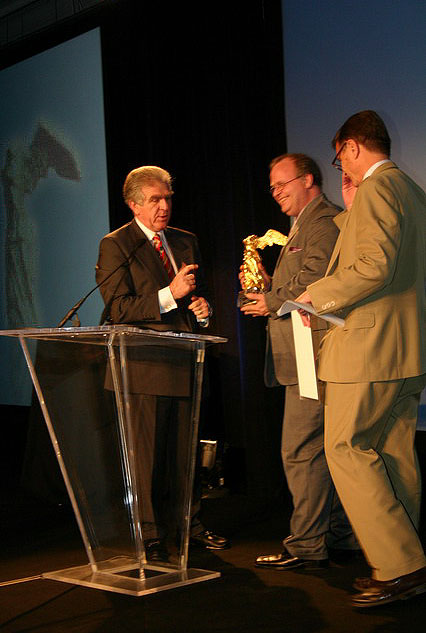
Danny Wool, representando a Wikipédia, recebe o Golden Nica de 2004

Uma nova categoria iniciou-se em 2004 com o apoio do SAP (e uma cerimônia separada em Nova Iorque dois meses antes da principal pela Ars Electronica) para celebrar o 25º aniversário da Ars Electronica. Foram condecorados dois Golden Nicas.
- 2004 - Wikipédia e "The World Starts With Me"
- 2005 - "Akshaya", um programa da tecnologia da informação desenvolvida na Índia
  - Distinção: Free Software Foundation (EUA) e Telestreet - NewGlobalVision (Itália)
- 2006 - canal*ACCESSIBLE
  - Distinção:
    - Codecheck (Roman Bleichenbacher CH)
    - Proyecto Cyberela – Radio Telecentros (CEMINA)

  - Menções Honrosas:
    - Arduino (Arduino)
    - Charter97.org – News from Belarus
    - CodeTree
    - MetaReciclagem
    - Mountain Forum
    - Northfield.org
    - Pambazuka News (Fahamu)
    - Semapedia
    - stencilboard.at (Stefan Eibelwimmer (AT), Günther Kolar (AT))
    - The Freecycle Network
    - The Organic City
    - UgaBYTES Initiative (UgaBYTES Initiative (UG))
- 2007 - Overmundo
- 2008 - 1 kg more
  - Distinção: PatientsLikeMe e Global Voices Online
- 2009 - HiperBarrio por Álvaro Ramírez e Gabriel Jaime Vanegas
  - Distinção:
    - Piratbyran.org
    - Wikileaks.org

  - Menções Honrosas:
    - hackmeeting.org
    - pad.ma
    - Maneno
    - femalepressure.net
    - metamute.org
    - ubu.com
    - CANCHAS - Spontaneous Soccer Fields
    - feraltrade.org
    - flossmanuals.net
    - changemakers.net
    - vocesbolivianas.org